# Суиндон Таун
«Суи́ндон Та́ун» (полное название — Футбольный клуб «Суиндон Таун»; англ. Swindon Town Football Club, английское произношение: [ˈswɪndən ˈtaʊn 'futbɔ:l klʌb]) — английский профессиональный футбольный клуб из города Суиндон, графство Уилтшир, Юго-Западная Англия. Основан в 1879 году. Домашние матчи проводит на стадионе «Каунти Граунд», вмещающем более 15 тысяч зрителей. Цвета клуба — красно-белые.
Выступает в Лиге 2, четвёртом по значимости дивизионе в системе футбольных лиг Англии.

## История

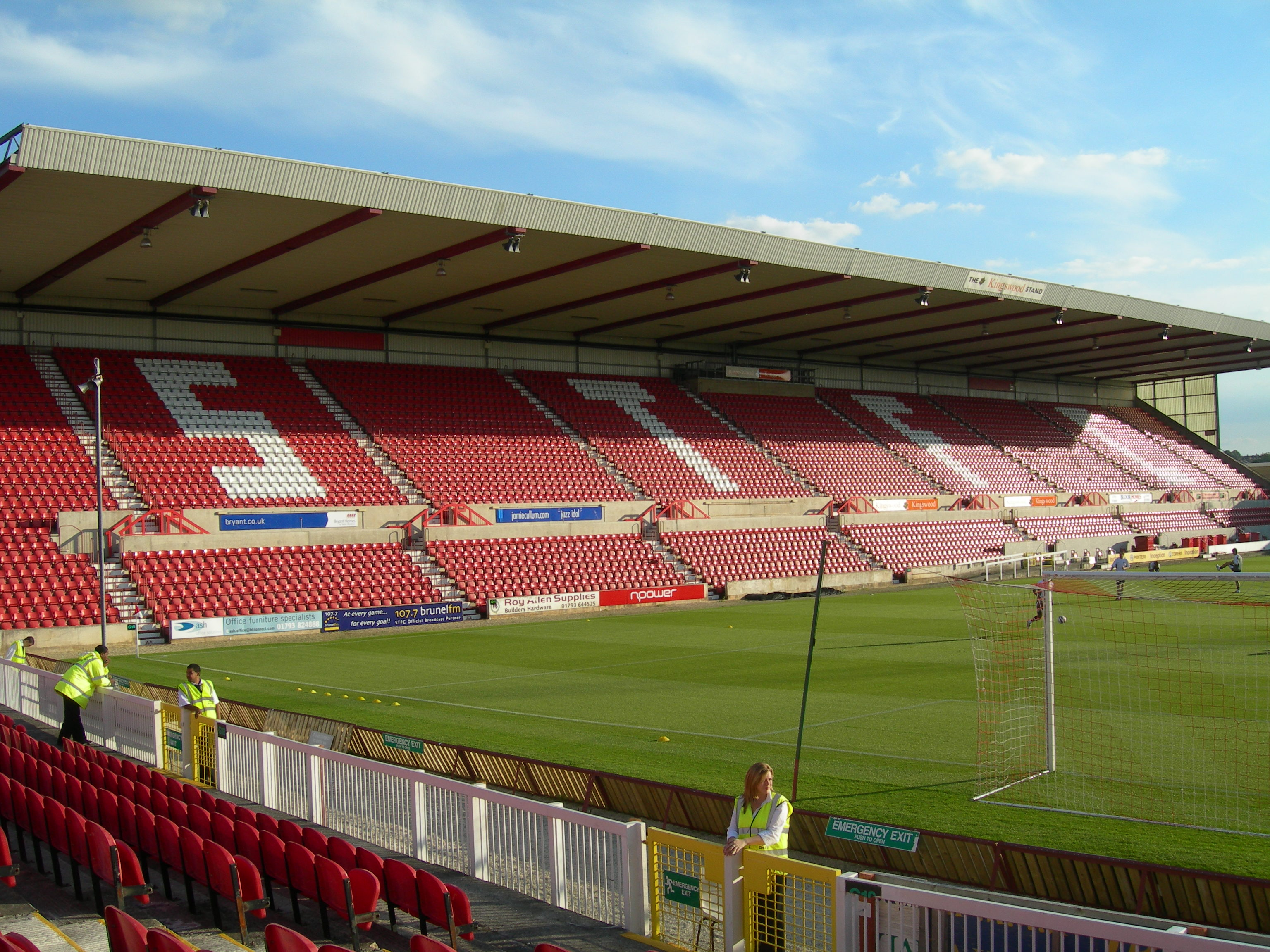
Стадион «Каунти Граунд (Суиндон)»

Футбольный клуб «Суиндон Таун» был основан преподобным Уильямом Питтом из Лиддингтона в 1879 году. Команда стала профессиональной в 1894 году и присоединилась к Южной лиге, которая была основана в том же году.
«Суиндон» впервые дошёл до полуфинала Кубка Англии в сезоне 1909/10, проиграв будущему победителю турнира «Ньюкасл Юнайтед». В мае 1910 года «Барнсли» и «Суиндон» были приглашены побороться за Кубок Дюбонне на стадионе «Парк де Пренс» в Париже. Результатом стала победа «Суиндона» со счётом 2:1, оба мяча забил Гарольд Флеминг.
«Суиндон» вступил в Футбольную лигу в 1920 году в качестве члена-основателя Третьего дивизиона, где победил «Лутон Таун» со счётом 9:1 в своей первой игре сезона. Этот результат является рекордным для клуба в матчах чемпионата.
Свой единственный сезон в высшем дивизионе чемпионата Англии (Премьер-лига 1993/94) клуб завершил на последнем 22-м месте, одержав всего пять побед и пропустив рекордные сто мячей (разница забитых и пропущенных мячей минус 53).
В 2006 году временно исполняющий обязанности главного тренера Иффи Онуора не смог спасти «Суиндон» от вылета во Вторую лигу, что означало, что они стали первой в истории командой бывшей Премьер-лиги, вылетевшей в низший дивизион футбольной лиги.
По итогам сезона 2016/17, «Суиндон» в третий раз вылетел во Лигу 2. После этого тренер команды Люк Уильямс был уволен.

## Достижения
- Кубок Футбольной лиги
  - Обладатель: 1968/69